# Raiffeisenbank Südliches Ostallgäu
Die Raiffeisenbank Südliches Ostallgäu eG ist eine Genossenschaftsbank mit Sitz in der bayerischen Gemeinde Seeg im Landkreis Ostallgäu.

## Geschichte
Die heutige Raiffeisenbank Südliches Ostallgäu eG wurde am 18. Januar 1895 gegründet und entstand im Jahr 2002 aus der Fusion der Raiffeisenbank Seeg eG mit dem Sitz in Seeg mit der Raiffeisenbank Roßhaupten-Halblech eG mit dem Sitz in Halblech. 
Zuvor fusionierten im Jahr 1995 die Raiffeisenbank Roßhaupten-Halblech eG mit dem Sitz in Halblech und die Raiffeisenbank Stötten am Auerberg eG mit dem Sitz in Stötten am Auerberg. Durch die Fusion der Raiffeisenbank Roßhaupten eG mit dem Sitz in Roßhaupten im Jahr 1990 mit der Raiffeisenbank Trauchgau eG mit dem Sitz in Halblech entstand die Raiffeisenbank Roßhaupten-Halblech eG. Zuvor fusionierte die damalige Raiffeisenbank Roßhaupten eGmbH im Jahr 1972 mit der Raiffeisenbank Buching eGmbH mit dem Sitz in Buching.
Durch die Fusion der Raiffeisenbank Lengenwang eG mit dem Sitz in Lengenwang im Jahr 1994 mit der Raiffeisenbank Seeg-Rückholz eG entstand die Raiffeisenbank Seeg eG. Die Raiffeisenbank Lengenwang eG fusionierte zuvor im Jahr 1978 mit der Raiffeisenkasse Leuterschach eG mit dem Sitz in Leuterschach. Durch die Fusion der Raiffeisenbank Rückholz eG mit dem Sitz in Rückholz im Jahr 1978 mit der Raiffeisenbank Seeg eG entstand – nach einer späteren Umfirmierung – die Raiffeisenbank Seeg-Rückholz eG.

## Rechtsverhältnisse
Die Raiffeisenbank Südliches Ostallgäu eG ist im Genossenschaftsregister beim Amtsgericht Kempten (Allgäu) unter GnR 45 eingetragen.

## Organisationsstruktur
Rechtsgrundlagen sind das Genossenschaftsgesetz und die durch die Generalversammlung beschlossene Satzung. Organe der Bank sind der Vorstand, der Aufsichtsrat und die Generalversammlung.

## Sicherungseinrichtung
Die Raiffeisenbank Südliches Ostallgäu eG ist der amtlich anerkannten Sicherungseinrichtung des Bundesverbandes der Deutschen Volksbanken und Raiffeisenbanken GmbH und der zusätzlichen freiwilligen Sicherungseinrichtung des Bundesverbandes der Deutschen Volksbanken und Raiffeisenbanken e.V. angeschlossen.

## Geschäftsausrichtung
Die Raiffeisenbank Südliches Ostallgäu eG betreibt das Universalbankgeschäft. Im Verbundgeschäft arbeitet sie mit der DZ Bank, R+V Versicherung, Bausparkasse Schwäbisch Hall, Teambank, VR Leasing, DZ Hyp und der Union Investment zusammen.

## Geschäftsgebiet
Das Geschäftsgebiet liegt im Süden des Landkreises Ostallgäu.
An diesen Orten betreibt die Bank Filialen:
- Seeg (Hauptstelle, jur. Sitz)
- Leuterschach (Geschäftsstelle)
- Lengenwang (Geschäftsstelle)
- Stötten am Auerberg (Geschäftsstelle)
- Rückholz (Geschäftsstelle)
- Roßhaupten (Geschäftsstelle)
- Halblech (2 Geschäftsstellen)

Zusätzlich werden noch fünf Raiffeisenmärkte betrieben.